# Acid House Kings
Acid House Kings é uma banda de indie pop sueca. Foi criada em 1991 por Joakim Ödlund (também integrante das bandas Poprace, Double Dan e Starlet) e os irmãos Niklas (Red Sleeping Beauty) e Johan Angergård (Club 8, Poprace). Em 2001 a cantora Julia Lannerheim entrou oficialmente pela banda. O grupo escreve canções suaves com guitarras "leves" ao fundo, típico do estilo Twee pop.

## Integrantes

### Formaçao atual
- Niklas Angergård
- Johan Angergård
- Julia Lannerheim (desde 2002)

### Ex-integrantes
- Joakim Ödlund

## Discografia

### Álbuns de estúdio
- Pop, Look & Listen! (1992)
- Advantage Acid House Kings (1997)
- The Sound of Summer (2000)
- Mondays Are Like Tuesdays and Tuesdays Are Like Wednesdays (2002)
- Sing Along with Acid House Kings (2005)
- Music Sounds Better with You (2011)

### EP/Singles
- Play Pop EP (1992)
- Monaco GP (1994)
- "Yes! You Love Me" (1997)
- We Are the Acid House Kings (2001)
- "Say Yes If You Love Me" (2002)
- "Do What You Wanna Do"  (2005)